# Митрофан (епископ Византийский)
Святой Митрофа́н I (греч. Μητροφάνης Α΄ Βυζαντίου; III век, Византий, Стамбул — 326) — епископ Византийский с 306 по 314 год. По одним данным он оставался на этой должности до самой смерти (ум. 4.06.313/4), но в большинстве источников утверждается, что он оставил епископство задолго до смерти и умер в 326 году.

## Биография
Об его детстве и отрочестве информации практически не сохранилось, прочие биографические сведения о нём очень скудны и отрывочны; известно, что Митрофан родился  в III веке в городе Византий. Сын римлянина Дометия, происходившего из царского рода, который был братом Проба, некогда занимавшего престол римского императора.
Существует предание, что перед смертью император Константин I Великий пожаловал ему почётный титул Патриарх; однако Византий не стал столицей Империи до 330 года (когда был переименован в Новый Рим или Константинополь), а епископский престол не был возведён в патриарший до 451 года.
Митрофан I не мог участвовать в первом Вселенском соборе, который проходил в Никее, из-за возраста и плохого здоровья (он уже был прикован к постели). Он послал вместо себя Александра, первого из своих пресвитеров, «честного человека», которого Митрофан назначил своим преемником. Ибо сказано, что когда Собор закончился и царь вернулся с богоносными отцами, ему было сказано Богом, что Александр, а после него Павел угодили Богу, и годятся на эту должность.
Святой Митрофан I Византийский умер в 326 году. Память 4 июня и в Соборе Константинопольских святителей.